# Limé
Pour l’article ayant un titre homophone, voir Limay (homonymie).
Limé est une commune française située dans le département de l'Aisne, en région Hauts-de-France.

## Géographie

### Localisation
Le village domine la vallée de la Vesle entre Soissons et Fismes.
| Braine    | Braine Courcelles-sur-Vesle | Courcelles-sur-Vesle                     |
| Cerseuil  | Limé                        | Courcelles-sur-Vesle Quincy-sous-le-Mont |
| Jouaignes | Quincy-sous-le-Mont         | Quincy-sous-le-Mont                      |

Voici ci-dessous une carte représentant le découpage territorial des communes limitrophes :
Village fleuri : trois fleurs attribuées en 2007 par le Conseil des Villes et Villages Fleuris de France au Concours des villes et villages fleuris.

### Hydrographie

#### Réseau hydrographique
La commune est située dans le bassin Seine-Normandie. Elle est drainée par la Vesle, le cours d'eau 01 de la Prairie et divers bras de la Vesle,,.
La Vesle, d'une longueur de 139 km, prend sa source dans la commune de Somme-Vesle et se jette  dans l'Aisne à Ciry-Salsogne, après avoir traversé 52 communes. Les caractéristiques hydrologiques de la Vesle sont données par la station hydrologique située sur la commune de Braine. Le débit moyen mensuel est de 7,44 m3/s. Le débit moyen journalier maximum est de 37,3 m3/s, atteint lors de la crue du 24 mars 2001. Le débit instantané maximal est quant à lui de 38,6 m3/s, atteint le 23 mars 2001.

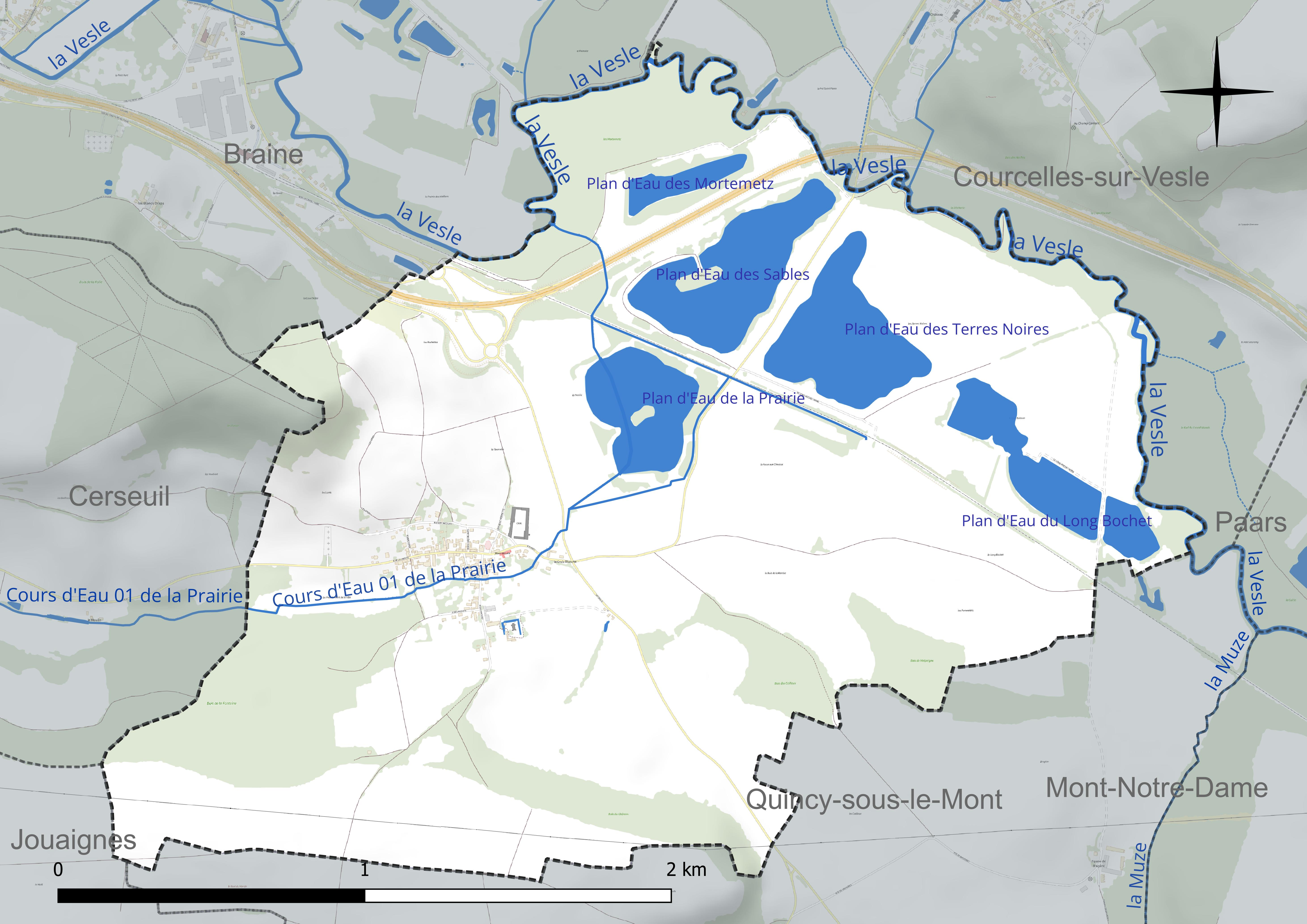
Réseau hydrographique de Limé.

Cinq plans d'eau complètent le réseau hydrographique : le plan d'eau de la Prairie (10,2 ha), le plan d'eau des Mortemetz (2,9 ha), le plan d'eau des Sables (15,5 ha), le plan d'eau des Terres Noires (15 ha) et le plan d'eau du Long Bochet (2,5 ha),.

#### Gestion et qualité des eaux
Le territoire communal est couvert par le schéma d'aménagement et de gestion des eaux (SAGE) « Aisne Vesle Suippe ». Ce document de planification, dont le territoire s'étend sur 3 096 km2 répartis sur trois départements (Aisne, Marne et Ardennes) et deux régions (Champagne-Ardenne et Picardie), a été approuvé le 16 décembre 2013. La structure porteuse de l'élaboration et de la mise en œuvre est le Syndicat d'aménagement des bassins Aisne Vesle Suippe (SIABAVES).
La qualité des cours d'eau peut être consultée sur un site spécial géré par les agences de l'eau et l'Agence française pour la biodiversité.

### Climat
Pour des articles plus généraux, voir Climat des Hauts-de-France et Climat de l'Aisne.
En 2010, le climat de la commune est de type climat océanique dégradé des plaines du Centre et du Nord, selon une étude du CNRS s'appuyant sur une série de données couvrant la période 1971-2000. En 2020, Météo-France publie une typologie des climats de la France métropolitaine dans laquelle la commune est exposée à un climat océanique altéré et est dans la région climatique Nord-est du bassin Parisien, caractérisée par un ensoleillement médiocre, une pluviométrie moyenne régulièrement répartie au cours de l'année et un hiver froid (3 °C).
Pour la période 1971-2000, la température annuelle moyenne est de 10,4 °C, avec une amplitude thermique annuelle de 15 °C. Le cumul annuel moyen de précipitations est de 687 mm, avec 11,8 jours de précipitations en janvier et 8,5 jours en juillet. Pour la période 1991-2020, la température moyenne annuelle observée sur la station météorologique la plus proche, située sur la commune de Braine à 3 km à vol d'oiseau, est de 11,3 °C et le cumul annuel moyen de précipitations est de 662,7 mm,. Pour l'avenir, les paramètres climatiques de la commune estimés pour 2050 selon différents scénarios d'émission de gaz à effet de serre sont consultables sur un site spécial publié par Météo-France en novembre 2022.

## Urbanisme

### Typologie
Au 1er janvier 2024, Limé est catégorisée commune rurale à habitat dispersé, selon la nouvelle grille communale de densité à 7 niveaux définie par l'Insee en 2022.
Elle est située hors unité urbaine et hors attraction des villes,.

### Occupation des sols
L'occupation des sols de la commune, telle qu'elle ressort de la base de données européenne d'occupation biophysique des sols Corine Land Cover (CLC), est marquée par l'importance des territoires agricoles (59,8 % en 2018), en diminution par rapport à 1990 (78,3 %). La répartition détaillée en 2018 est la suivante : 
terres arables (55,3 %), eaux continentales (18,5 %), forêts (16,5 %), zones urbanisées (4,7 %), zones agricoles hétérogènes (4,5 %), milieux à végétation arbustive et/ou herbacée (0,5 %), prairies (0,1 %).
L'évolution de l'occupation des sols de la commune et de ses infrastructures peut être observée sur les différentes représentations cartographiques du territoire : la carte de Cassini (XVIIIe siècle), la carte d'état-major (1820-1866) et les cartes ou photos aériennes de l'IGN pour la période actuelle (1950 à aujourd'hui).

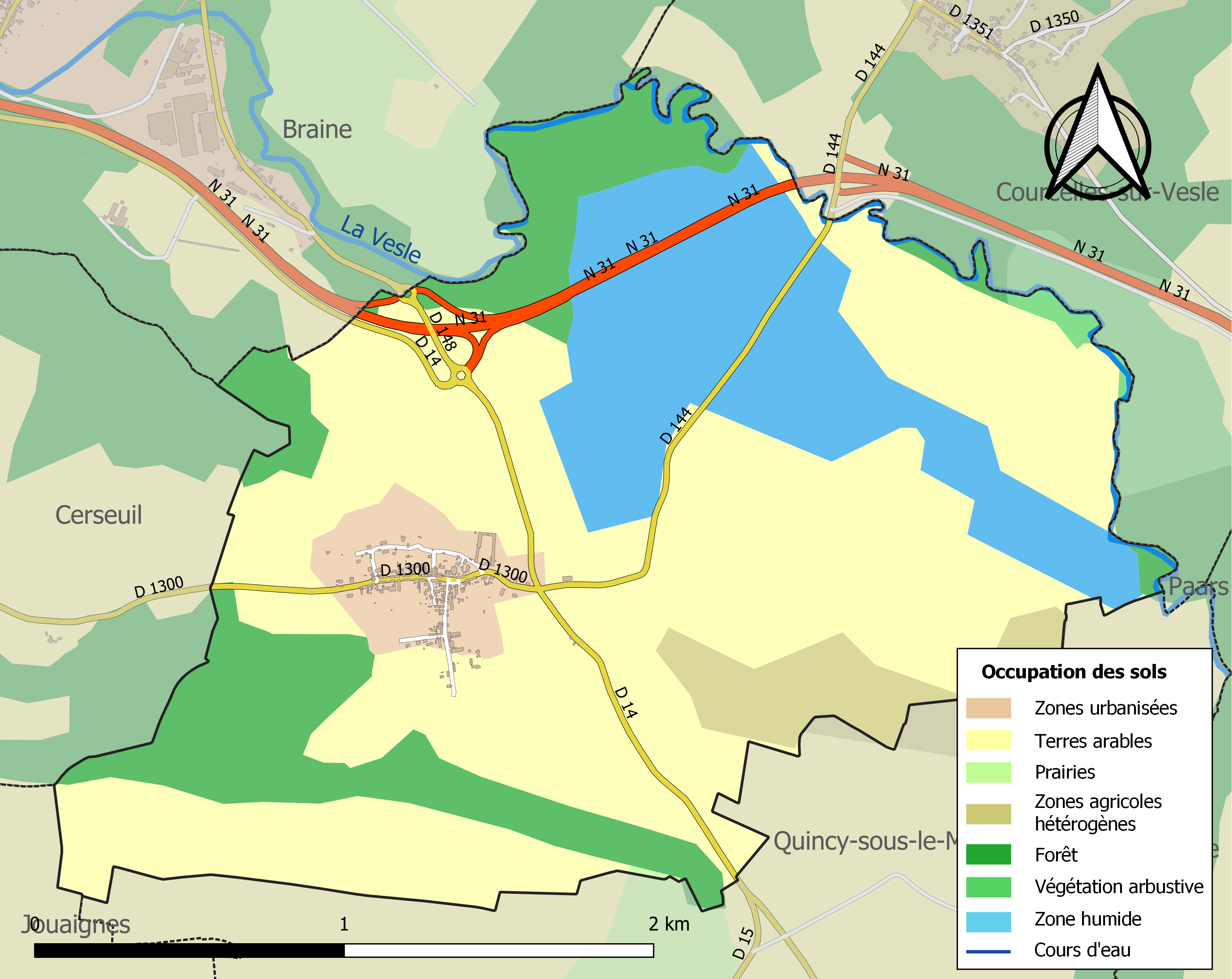
Carte de l'occupation des sols de la commune en 2018 (CLC).

## Toponymie
Le nom de la localité est attesté sous les formes Limeir (1147) ; Limer (1154) ; Limerie, Limers (1296) ; Lymers (1331) ; Limay (1468) ; Lymer (1508) ; Lymé (1549) ; Lymel (1574).

## Histoire
Des traces de vie protohistorique comme au lieu-dit Martois, fouillés en 1888 par Frédéric Moreau qui mit au jour une dizaine de sépultures de la Tène. Une motte féodale en 1861. Aux Sables Sud des habitats du Hallstatt et de la Tène ancienne découvertes en 1992. Aux Grand Aulnes une habitation qui allait du Hallstatt à la période gallo-romaine découverte en 1996.

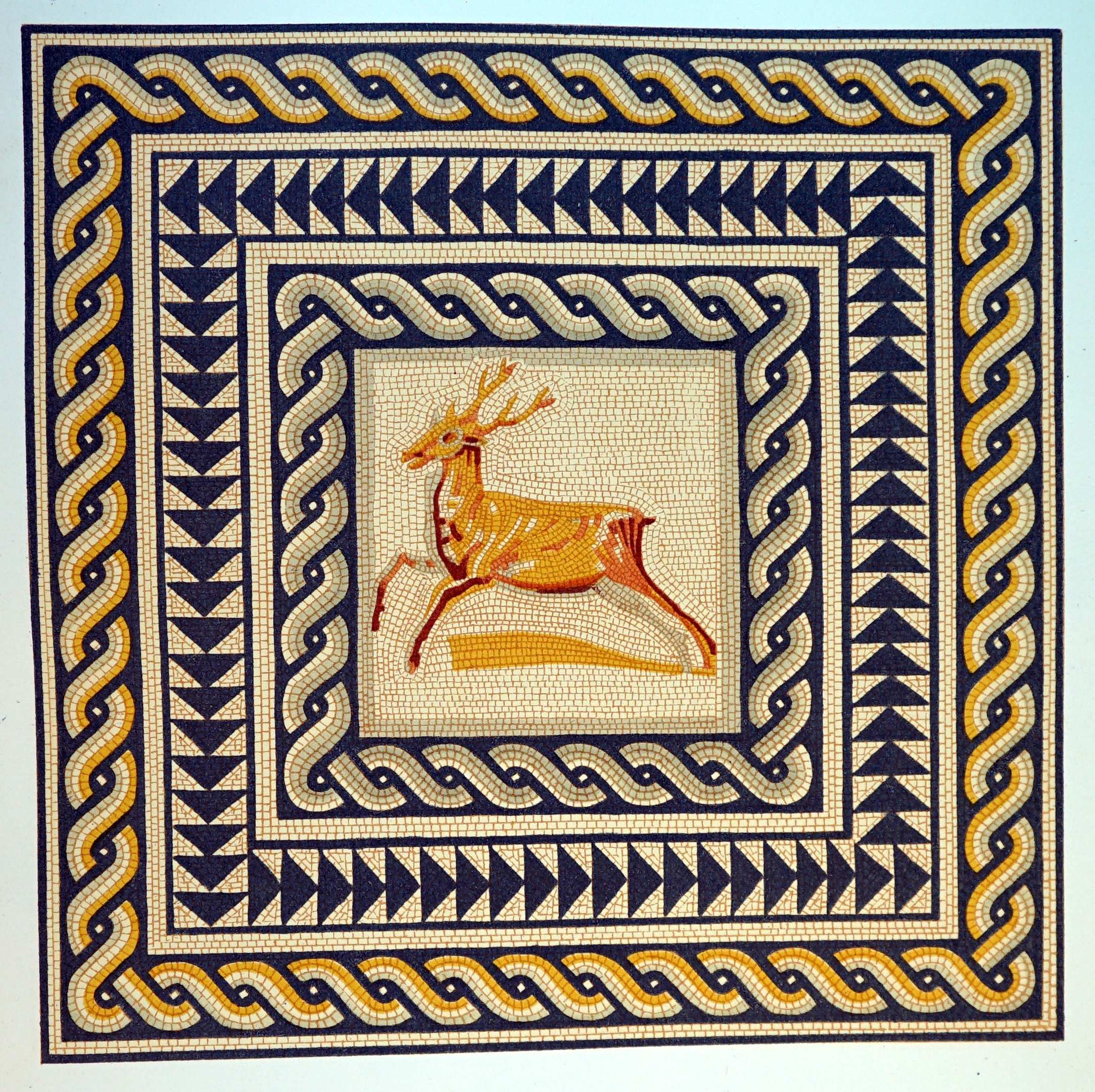
La villa d'Ancy, mosaïque,
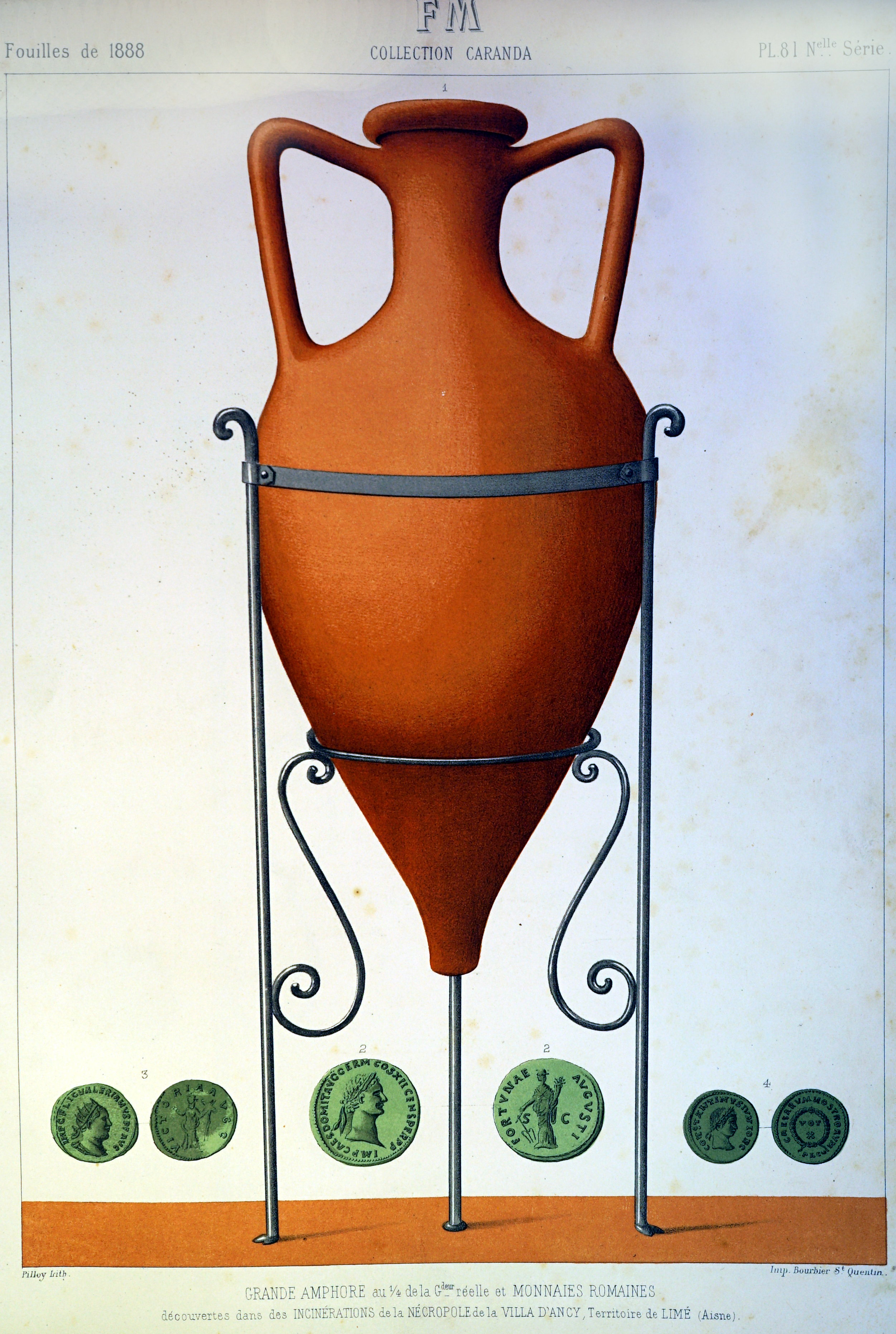
objets,
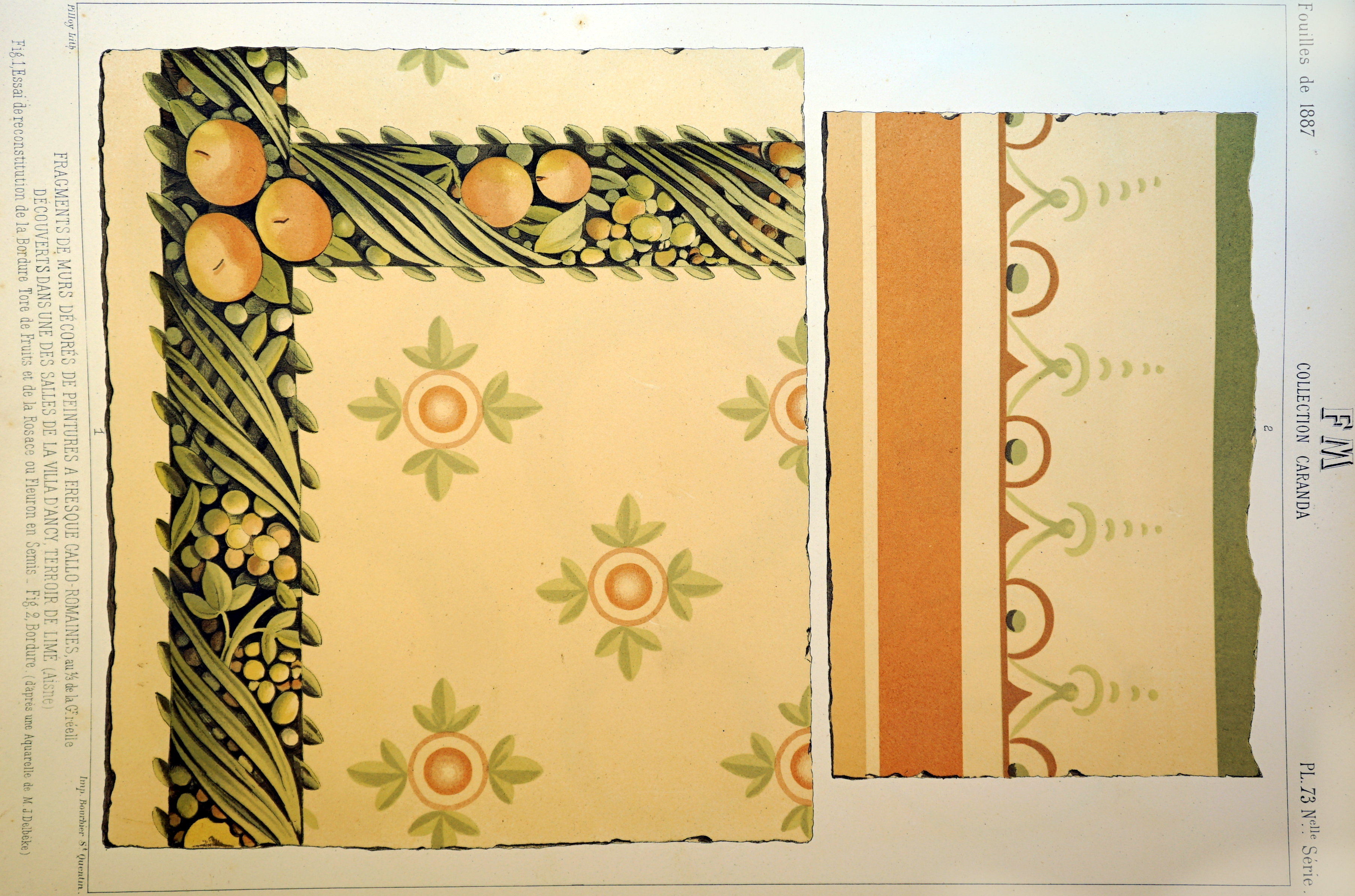
fresques,
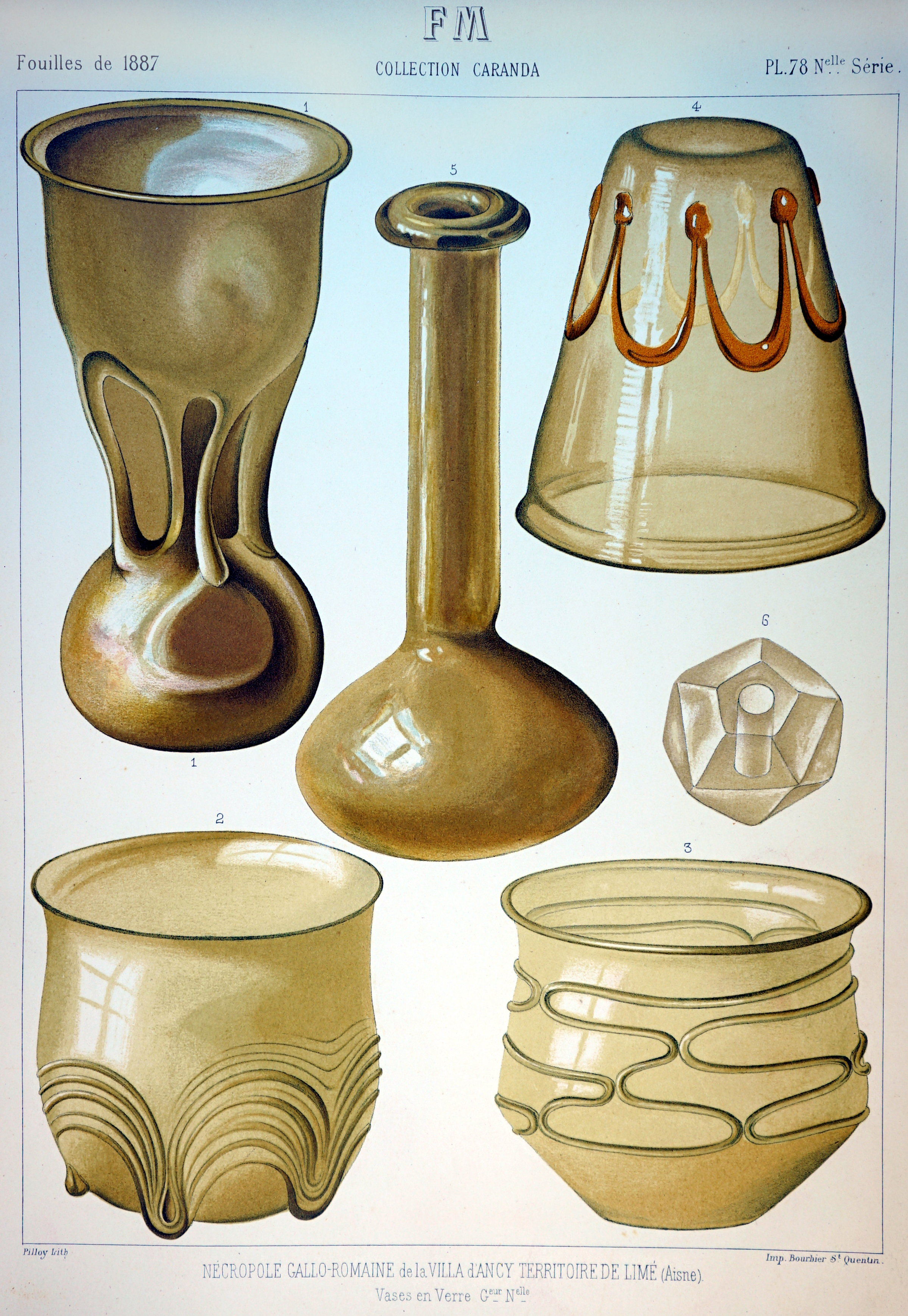
verreries et
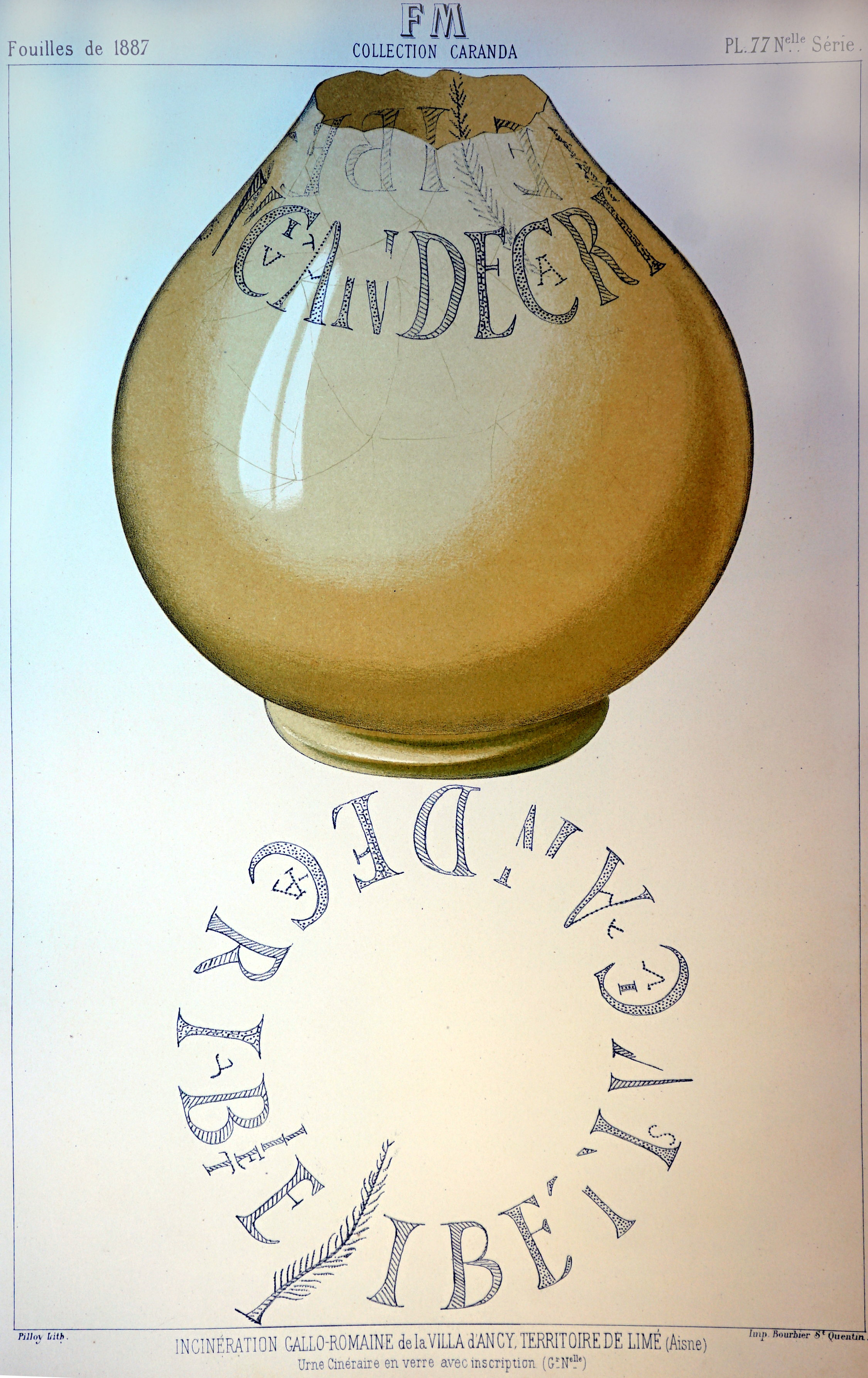
vase gravé.

Dans ce que Moreau nomme villa d'Ancy de l'ancien vicus furent découverts une villa et un cimetière gallo-romains avec des sépultures militaires vraisemblablement germanisés du fait de la présence de seille, de fibules et d'un vase en verre gravé ; le lieu serait habité jusqu'au début du Ve siècle.

## Politique et administration

### Découpage territorial
La commune de Limé est membre de la communauté de communes du Val de l'Aisne, un établissement public de coopération intercommunale (EPCI) à fiscalité propre créé le 28 décembre 1994 dont le siège est à Presles-et-Boves. Ce dernier est par ailleurs membre d'autres groupements intercommunaux.
Sur le plan administratif, elle est rattachée à l'arrondissement de Soissons, au département de l'Aisne et à la région Hauts-de-France. Sur le plan électoral, elle dépend du  canton de Fère-en-Tardenois pour l'élection des conseillers départementaux, depuis le redécoupage cantonal de 2014 entré en vigueur en 2015, et de la cinquième circonscription de l'Aisne  pour les élections législatives, depuis le dernier découpage électoral de 2010.

### Administration municipale

#### Liste des maires
| Période                                  | Période                       | Identité        | Étiquette | Qualité                                    |
| ---------------------------------------- | ----------------------------- | --------------- | --------- | ------------------------------------------ |
| avant 1874                               | après 1875                    | Minouflet       |           |                                            |
| Les données manquantes sont à compléter. |                               |                 |           |                                            |
| mars 2001                                | mars 2008                     | Charles Legroux |           |                                            |
| mars 2008                                | En cours (au 12 juillet 2020) | Benoît Pascard  | DVD       | Agriculteur Réélu pour le mandat 2020-2026 |

## Population et société

### Démographie
L'évolution du nombre d'habitants est connue à travers les recensements de la population effectués dans la commune depuis 1793. Pour les communes de moins de 10 000 habitants, une enquête de recensement portant sur toute la population est réalisée tous les cinq ans, les populations de référence des années intermédiaires étant quant à elles estimées par interpolation ou extrapolation. Pour la commune, le premier recensement exhaustif entrant dans le cadre du nouveau dispositif a été réalisé en 2005.

En 2022, la commune comptait 191 habitants, en évolution de +2,69 % par rapport à 2016 (Aisne : −1,97 %, France hors Mayotte : +2,11 %).
| 1793 | 1800 | 1806 | 1821 | 1831 | 1836 | 1841 | 1846 | 1851 |
| ---- | ---- | ---- | ---- | ---- | ---- | ---- | ---- | ---- |
| 323  | 323  | 357  | 361  | 326  | 335  | 348  | 382  | 364  |

| 1856 | 1861 | 1866 | 1872 | 1876 | 1881 | 1886 | 1891 | 1896 |
| ---- | ---- | ---- | ---- | ---- | ---- | ---- | ---- | ---- |
| 350  | 324  | 324  | 300  | 291  | 270  | 268  | 284  | 315  |

| 1901 | 1906 | 1911 | 1921 | 1926 | 1931 | 1936 | 1946 | 1954 |
| ---- | ---- | ---- | ---- | ---- | ---- | ---- | ---- | ---- |
| 263  | 280  | 259  | 195  | 234  | 212  | 203  | 201  | 210  |

| 1962 | 1968 | 1975 | 1982 | 1990 | 1999 | 2005 | 2006 | 2010 |
| ---- | ---- | ---- | ---- | ---- | ---- | ---- | ---- | ---- |
| 218  | 219  | 178  | 141  | 155  | 153  | 183  | 175  | 188  |

| 2015 | 2020 | 2022 | - | - | - | - | - | - |
| ---- | ---- | ---- | - | - | - | - | - | - |
| 184  | 190  | 191  | - | - | - | - | - | - |

## Culture locale et patrimoine

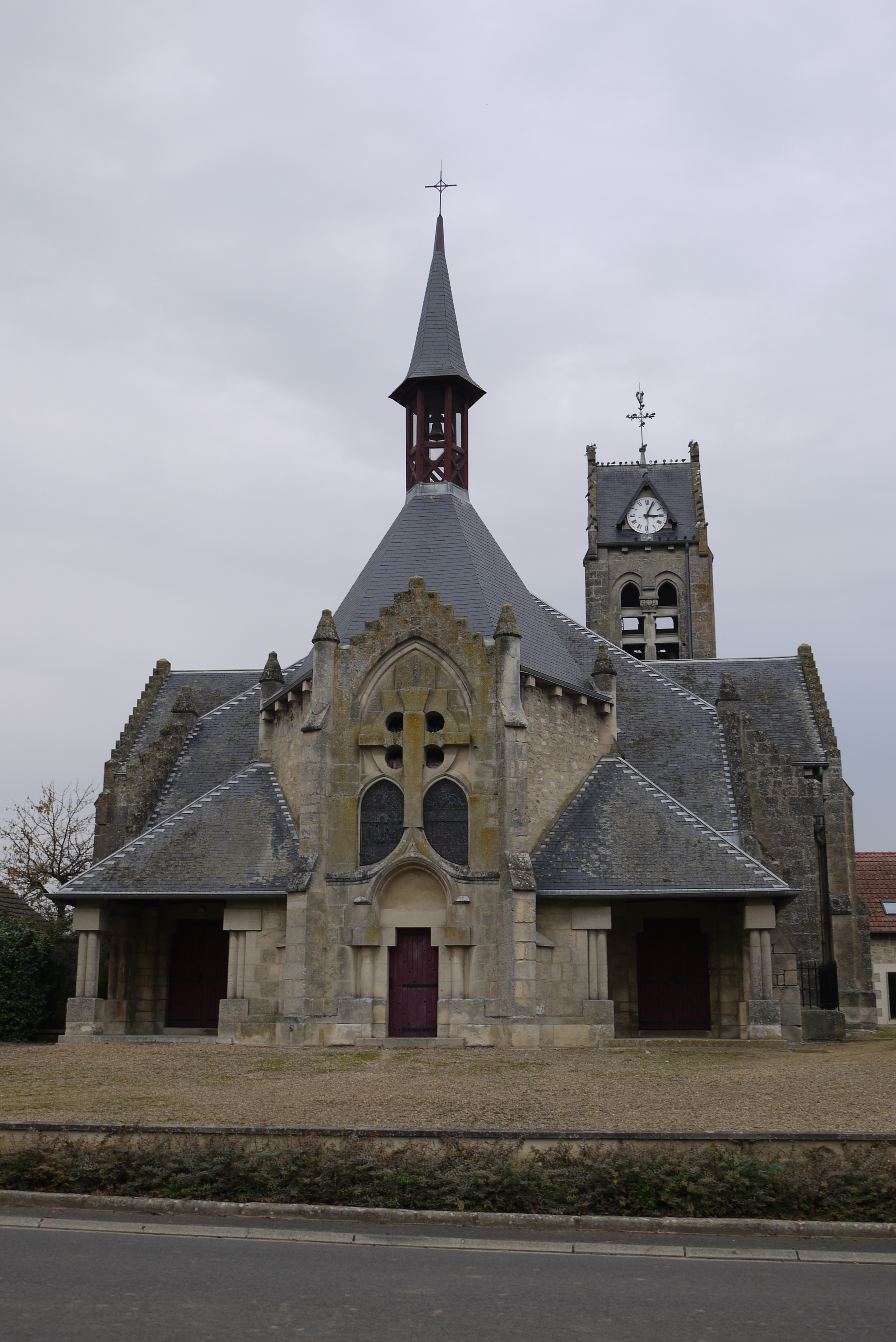
L'église Saint-Rémi.

### Lieux et monuments
- La ferme d'Applincourt, ancien manoir du XVe siècle, inscrite au titre des monuments historiques[30].
- L'église Saint-Rémi, détruite en août 1918, reconstruite en 1928-1929 sur les plans de l'architecte Julien Barbier, inscrite au titre des monuments historiques[31],[32],[33].
- Château de Limé - lieu-dit la Grille - à Limé - date du XVIe au XVIIe siècle. A été racheté en 2002 par J. Paul et Catherine Gilbert qui l'ont restauré et en ont fait un gîte d'hôtes.

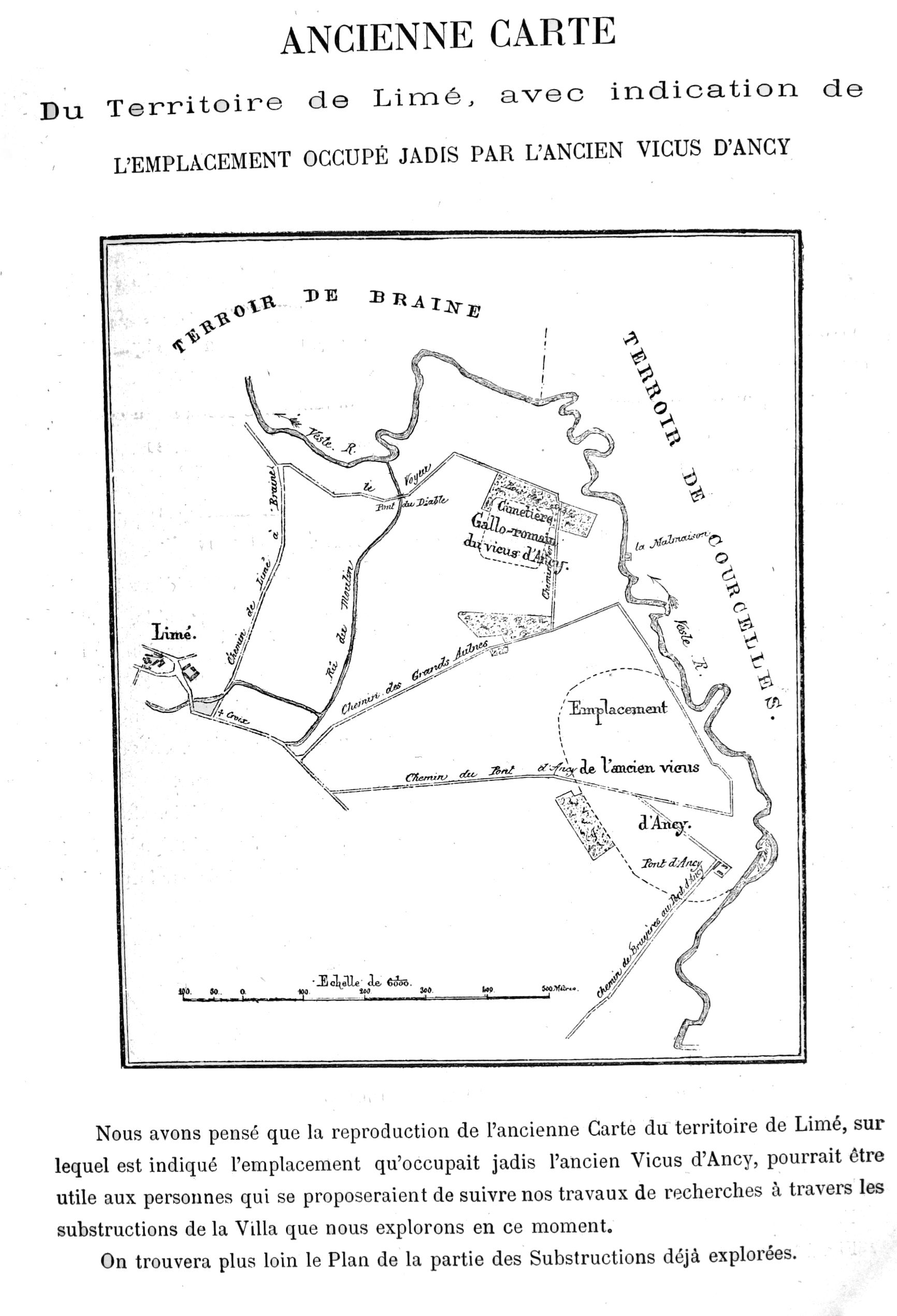
Le vicue d'Ancy.

- Vicus d'Ancy.

### Personnalités liées à la commune
- Augustin Marie de Paul de Saint-Marceaux (1790-1870), ancien maire de Reims.
- Pierre Marin (1922-2014), ordonné prêtre à Soissons en 1946, vicaire de Braine et Augy, a été curé de Limé de septembre 1947 à 1951.